# 23 août 1928
Le jeudi 23 août 1928 est le 236e jour de l'année 1928.

## Naissances
- Gerd Natschinski (mort le 4 août 2015), compositeur et chef d'orchestre allemand
- Heberto Castillo (mort le 5 avril 1997), homme politique mexicain
- Jean Rocchi, journaliste, romancier et dramaturge français
- John Lupton (mort le 3 novembre 1993), acteur américain
- Marian Seldes (morte le 6 octobre 2014), actrice américaine
- Marie Noe, tueuse en série américaine

## Décès
- Marie-Gabriel Boccard (né le 21 avril 1869), personnalité politique française